# Говорун, Константин Павлович
Константин Павлович Говорун (псевдонимы Врен, Wren, Darkwren; 2 сентября 1980, Ленинград, СССР) — российский игровой журналист и тревел-блогер. Главный редактор журнала «Страна Игр» (2006—2013), руководитель игрового сайта IGN Russia (2013—2015), PR-менеджер Nintendo Russia (2015—2017). Ведёт блог на собственном сайте wrenjapan.com и в телеграм-канале "Врен о Японии".
Известен экстравагантным поведением, активной политической позицией и любовью к японской культуре. В личном блоге регулярно публикует заметки об аниме и путешествиях в Японию. Ввёл в обиход слоган «игры как искусство» (см. обложку «Страны Игр»), во время выступлений на радио и телевидении выступает, как правило, с позиции защитников игр.

## Биография
Первые публикации стали появляться в печатной прессе с 1999 года. Работал в игровых журналах Official PlayStation Russia и «Великий Dракон», его публикации эпизодически появлялись в журналах Chip, Upgrade, Mamas & Papas, T3, «PC ИГРЫ», газетах «RE: Акция» и «Панорама ТВ», а также других изданиях. Вёл собственный сайт pristavki.net. В журнале «Страна игр» работает с 2002 года, назначен главным редактором в 2006 году после ухода Михаила Разумкина. Оставался на этом посту вплоть до закрытия журнала в 2013 году.
Был членом жюри Конференции Разработчиков Игр 2009. Также являлся членом жюри конкурса «Охота на творцов». В марте 2013 года запустил российскую версию крупнейшего в мире игрового сайта IGN.
В октябре 2015 года покинул издательство GameLand и с осени 2015 по июль 2017 года работал в российском представительстве компании Nintendo PR-директором.

## Образование
Окончил школу № 160 в Санкт-Петербурге в 1997 году, затем факультет прикладной математики — процессов управления СПбГУ в 2002 году по специальности «Математическая теория микропроцессорных систем управления».

## Семейная жизнь
В 2015 году женился на бывшем заместителе главного редактора «Страны Игр» и редакторе раздела «Наука и техника» сайта Lenta.ru Наталье Одинцовой (на сентябрь 2023 года - главный редактор сайта VK Play Media).
Есть сестра Ксения (1988 года рождения).